# Per Nilsson (pisarz)
Per Nilsson (ur. 1954 w Malmö) – szwedzki pisarz.
Nakładem Wydawnictwa Zakamarki w Polsce ukazały się następujące tytuły w tłumaczeniu Marty Rey-Radlińskiej:
| L.p. | Tytuł polski             | Tytuł oryginalny                | Ilustrator      | Rok pierwszego wydania w Szwecji | Rok pierwszego wydania w Polsce | ISBN              |
| ---- | ------------------------ | ------------------------------- | --------------- | -------------------------------- | ------------------------------- | ----------------- |
| 1    | Zakochałem się w Milenie | Flickan jag älskar heter Milena | Pija Lindenbaum | 1998                             | 2017                            | 978-83-7776-097-0 |
| 2    | Inny niż wszyscy         | Inte som alla andra             | Pija Lindenbaum | 1999                             | 2017                            | 978-83-7776-098-7 |
| 3    | Na zawsze Milena         | För alltid Milena               | Pija Lindenbaum | 2001                             | 2019                            | 978-83-7776-171-7 |
| 4    | Koniec z Mileną?         | Aldrig mer Milena?              | Pija Lindenbaum | 2002                             | 2022                            | 978-83-7776-223-3 |

Wydawnictwo podaje, że te książki przedstawiają punkt widzenia 9-10 letniego chłopca.